# موزة المالكي
موزة المالكي هي طبيبة نفسية وكاتبة قطرية. أصبحت في عام 1991 أول امرأة مرشحة في دول مجلس التعاون الخليجي لانتخابات البلدية. وهي أستاذ مساعد في جامعة قطر ومؤلفة عدة كتب عن المرأة العربية والقضايا المتعلقة بالأطفال، في عام 2005 كانت موزة من بين 1000 امرأة رُشحت كمجموعة لجائزة نوبل للسلام من قبل روث-غابي فيرموت-مانغولد، وهو عضو البرلمان السويسري.
موزة أول طبيب قطري ممارس، وذلك بعد حصولها على شهاداتها من الولايات المتحدة الأمريكية. أصدرت موزة كتاب بعنوان «الكُتاب الصاعدون» عام 2014، والذي جمع عدد من الأعمال الأدبية المؤلفة من كاتبات عربيات .